# Kościół św. Piotra w Wolgaście
Kościół św. Piotra – gotycki kościół w mieście Wolgast w Niemczech, w kraju związkowym Meklemburgia-Pomorze Przednie. Zbudowany pomiędzy XIII i XV w., wielokrotnie niszczony, stanowił nekropolię książąt zachodniopomorskich.

## Historia
W czasach pogańskich prawdopodobnie w miejscu obecnego kościoła istniało miejsce lokalnego kultu słowiańskiego ku czci boga Jarowita. W wyniku drugiej podróży misyjnej biskupa Ottona z Bambergu w 1128 zbudowano tu pierwszy, drewniany kościół. W XIII w. zastąpiono go budowlą murowaną – być może przy okazji lokacji miasta w 1282. Ok. 1370 rozpoczęto rozbudowę tego kościoła do obecnego kształtu, zakończoną w 1554 roku. W pierwszej połowie XV w. zbudowano nawy boczne, a w drugiej połowie tego stulecia dwie kaplice od strony południowej. Kościół służył jako miejsce pochówku przedstawicieli dynastii Gryfitów.
Kościół płonął w 1512, 1628, a także w 1713 podczas wielkiego pożaru miasta wywołanego na rozkaz cara rosyjskiego Piotra I Wielkiego (spłonęła wówczas większość świątyni, zawaliła się wieża). 9 kwietnia 1920 w kościół uderzyła błyskawica i w wyniku pożaru runął wysoki na 80 m barokowy hełm wieży kościelnej, którego już nie odbudowano; uszkodzone zostało także XV-wieczne wyobrażenie herbu pochodzące z wołogoskiego zamku. Zniszczone wówczas organy zastąpiono nowymi dopiero w 1988.

## Opis
Zbudowany z cegły kościół ma postać gotyckiej, trójnawowej bazyliki z prezbiterium otoczonym ambitem. Nad kościołem wznosi się wieża, w niższej części kwadratowa, w wyższej ośmiokątna, przykryta skromnym dachem namiotowym. Na sklepieniach oraz filarach ambitu znajdują się pozostałości średniowiecznych malowideł. Od strony południowej do kościoła przylega kaplica, wyodrębniona i ozdobiona malowidłami po pożarze z 1920. 
W założonej w XVI w. krypcie kościelnej pod prezbiterium (splądrowanej w 1688) znajdują się sarkofagi książąt zachodniopomorskich: Filipa I i jego żony, Ernesta Ludwika oraz ostatniego z wołogoskiej linii Gryfitów Filipa Juliusza. Obok sarkofagów umieszczono kopię XVI-wiecznego gobelinu zwanego Oponą Croya o rozmiarach ok. 7 m x 4,5 m przedstawiającego członków rodziny książęcej i wykonanego dla upamiętnienia ślubu Filipa I. Ponadto na jednym z kościelnych filarów znajduje się XVI-wieczne, renesansowe epitafium Filipa I; nie uległo ono uszkodzeniom podczas walk w 1675 roku, co zrodziło legendę o pośmiertnej opiece władcy nad miastem.
Ciekawymi elementami wyposażenia kościoła są m.in.: cykl dwudziestu czterech obrazów przedstawiających taniec śmierci z ok. 1700, XIX-wieczna chrzcielnica będąca cynkową kopią marmurowej rzeźby Bertela Thorvaldsena przedstawiającej anioła z muszlą św. Jakuba, XVI-wieczny krucyfiks, a także trzy modele statków (jeden zachowany w oryginale z XIX w.) stanowiące dary wotywne. 
W fundamenty kościoła wmurowane są dwie kamienne płyty ze słowiańskimi rytami. Jedna z nich, tzw. kamień Jarowita (Gerovitstein) o wymiarach 193×117 cm, znajduje się w fundamencie późnogotyckiej wieży. Przedstawiono na niej siedzącą lub stojącą na wzgórzu postać z włócznią w prawej ręce (być może czczonego tu boga Jarowita), nad którą – prawdopodobnie później – wyryto znak krzyża maltańskiego, który zniszczył wyobrażenie grotu włóczni. Znajdujący się w obejściu chóru mniejszy kamień, mający wymiary 84×44 cm, przedstawia postać odzianą w długą szatę z frędzlami, również dzierżącą włócznię. Nad jej głową także znajduje się krzyż.

## Galeria

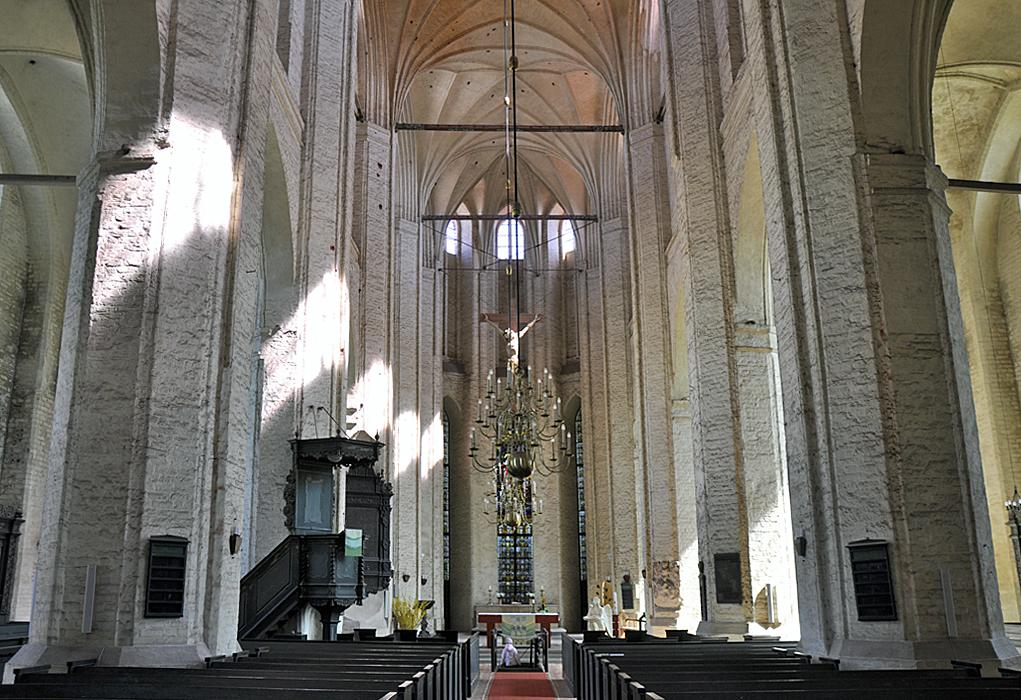
Wnętrze kościoła, widok w kierunku wschodnim
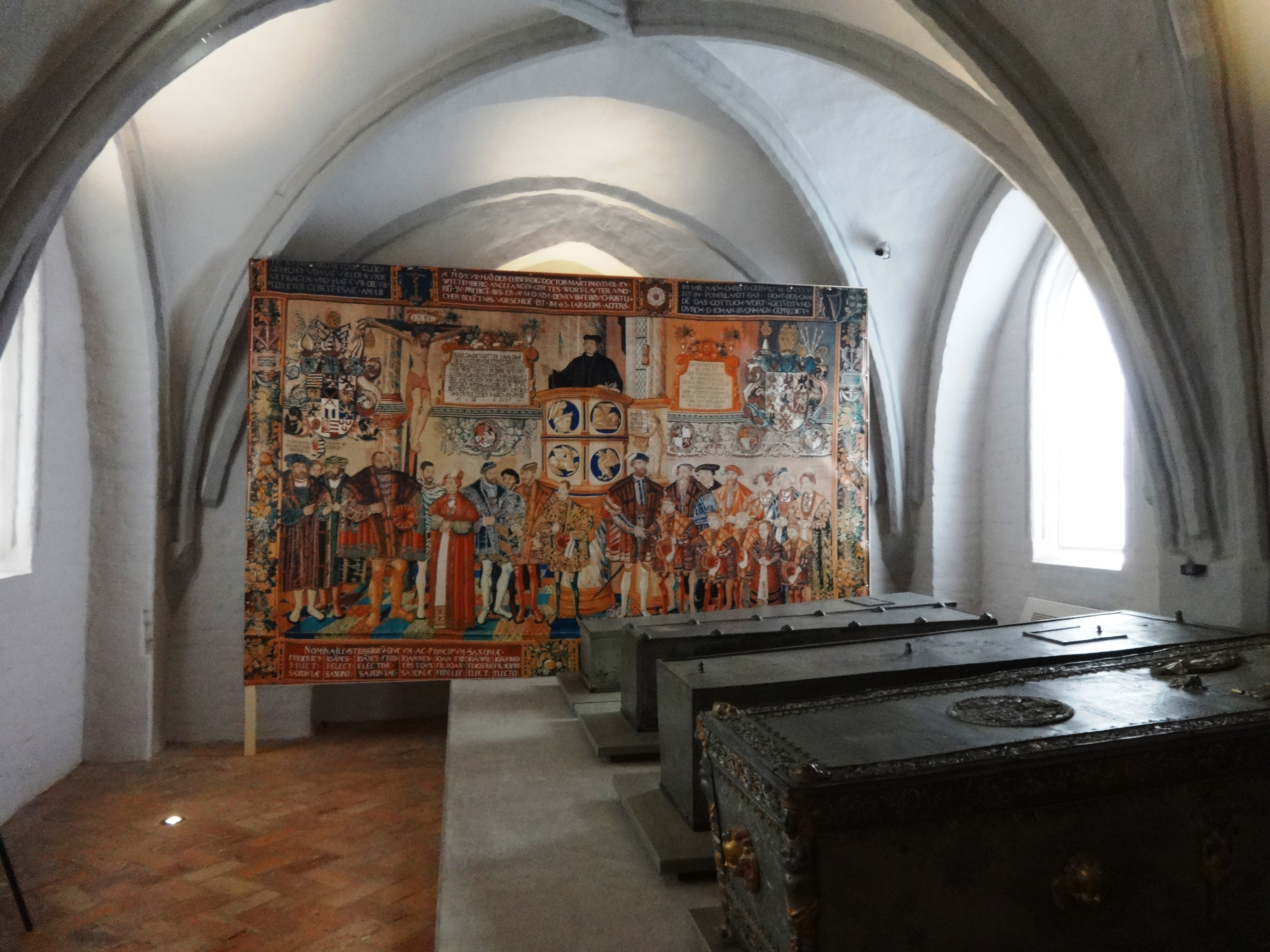
Krypta z grobami książąt pomorskich i gobelinem przedstawiającym ich dynastię
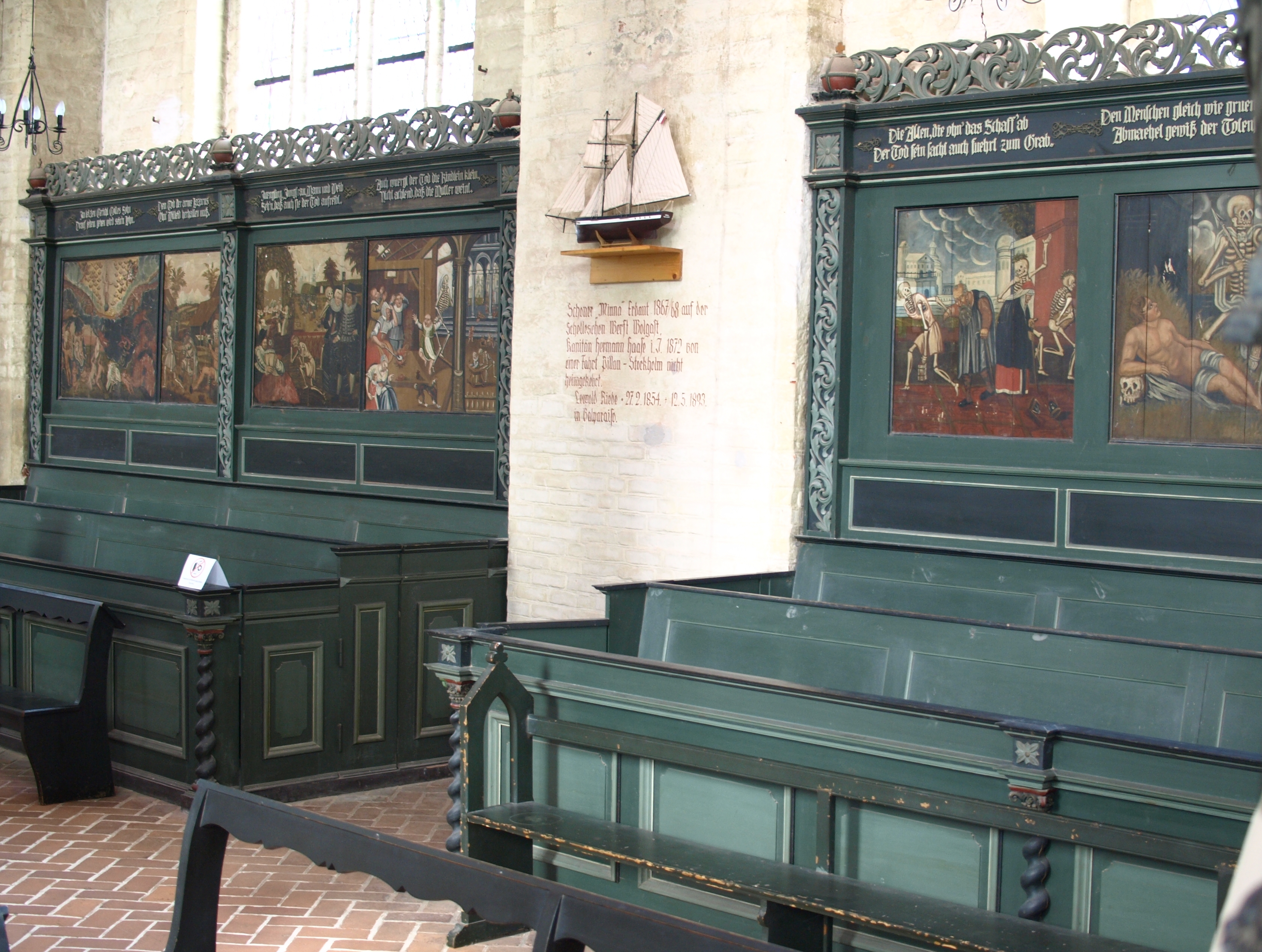
Część cyklu tańca śmierci i jeden z modeli statków
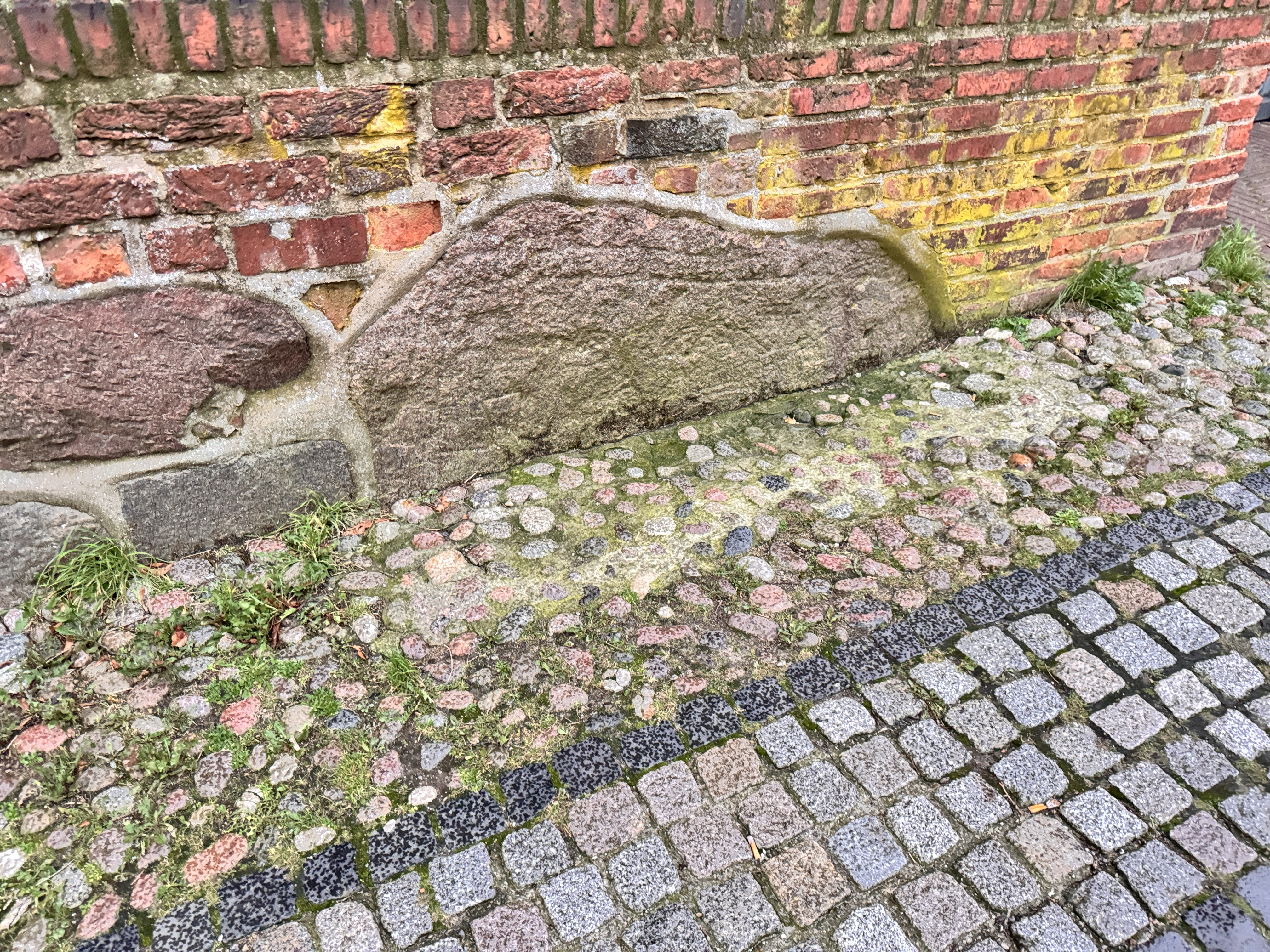
Tzw. kamień Jarowita (Gerovitstein), wmurowany w fundamenty wieży
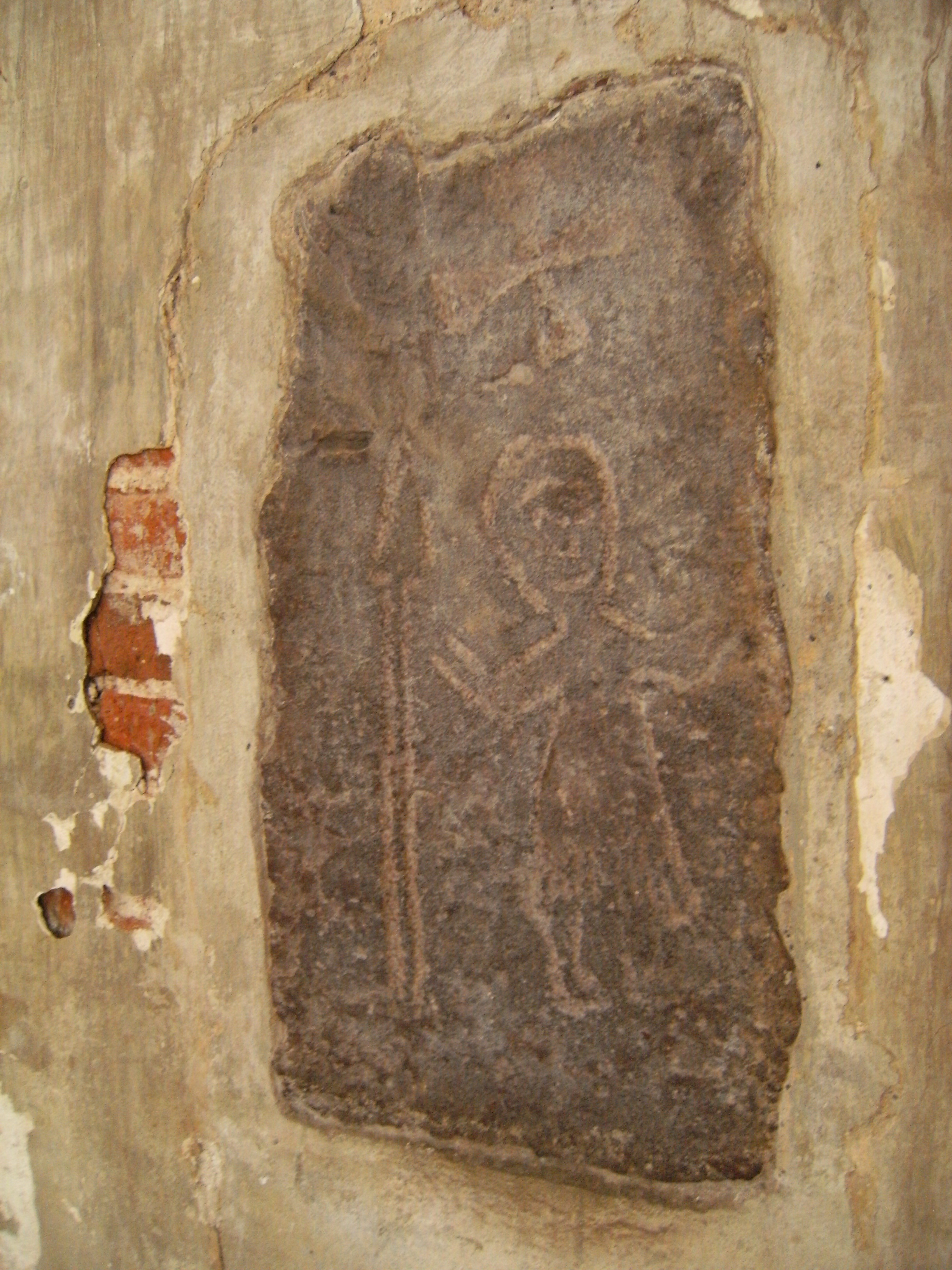
Kamień wmurowany w obejściu chóru, z przypuszczalnym przedstawieniem boga Jarowita